# Изгубени (сезон 6)
Шестият и последен сезон на телевизионния сериал „Изгубени“ започна излъчване в Съединените щати и Канада на 2 февруари 2010 г. Финалът е на 23 май 2010 г. Той продължава историята на оцелелите от катастрофата на Полет 815 на Океаник на 22 септември 2004 г. на загадъчен остров в Южния Пасифик. Оцелелите трябва да се справят с две последствия от детонацията на ядрената бомба на острова през 70-те години. Докато сюжетната линия на острова продължава, „странични проблясъци“ показват втора времева линия, в която Полет 815 не катастрофира. Сезонът беше пуснат на DVD и Blu-ray на 24 август 2010 г.